# Vasubandhu
Vasubandhu (sànscrit: वसुबन्धु; xinès tradicional: 世親; pinyin: Shìqīn; tibetà: དབྱིག་གཉེན་) va ser un influent monjo budista i erudit de Gandhara, que va viure al segle IV o segle v. Va ser un destacat professor budista i una de les figures més importants en el desenvolupament del budisme Mahyana a l'Índia. Va escriure diversos tractats on sostenia que tots els objectes aparentment externs només són representacions mentals. Era germà petit del filòsof Asanga, a qui s'atribueix la seva conversió del Sarvastivada a la tradició budista Mahayana.
Va ser un filòsof que va escriure comentaris sobre l'Abhidharma, des de les perspectives de les escoles Sarvastivada i Sautrāntika. Després de la seva conversió al budisme mahayana, juntament amb el seu germanastre Asanga, va ser també un dels principals fundadors de l'escola Vijnanavada.
L'Abhidharmakośakārikā ("Comentari sobre el Tresor de l'Abhidharma") de Vasubandhu s'utilitza àmpliament en el budisme tibetà i asiàtic oriental, com a font principal de la filosofia Abhidharma no mahayana. Els seus treballs en vers filosòfics estableixen l'estàndard per a la metafísica india Yogacara de "només l'aparença" (vijñapti-mātra), que s'ha descrit com una forma d'"idealisme epistemològic ", fenomenologia i propera a l'idealisme transcendental d'Immanuel Kant. A banda d'això, va escriure diversos comentaris, obres de lògica, argumentació i poesia devocional.
Vasubandhu és un dels pensadors més influents de la tradició filosòfica budista índia. A Jōdo Shinshū, se'l considera el Segon Patriarca; en el budisme Chan, és el 21è patriarca.

## Vida i obra
Nascut a Peshawar, a la regió de Gandhara de l'antic subcontinent indi, Vasubandhu era mig germà d'Asanga, un altre personatge clau en la fundació de la filosofia Yogacara. El nom de Vasubandhu significa "el Parent de l'Abundància". Ell i Asanga són membres dels "Sis Ornaments" o sis grans comentaristes dels ensenyaments de Buda.
Va ser contemporani de Chandragupta I, pare de Samudragupta. Aquesta informació situa temporalment aquest Vasubandhu al segle IV dC. La biografia més antiga de Vasubandhu va ser traduïda al xinès per Paramärtha (499-569).
Vasubandhu va estudiar inicialment amb l'escola budista Sarvastivada (també anomenada Vaibhāṣika, que va mantenir la Mahavibhasa) que era dominant a Gandhara, i més tard es va traslladar a Caixmir per estudiar amb els caps de la branca ortodoxa de Sarvastivada allà. Després de tornar a casa, va donar una conferència sobre Abhidharma i va compondre l'Abhidharmakośakārikā (Versos sobre el Tresor de l'Abhidharma), una destil·lació en vers dels ensenyaments de Sarvastivada Abhidharma, que era una anàlisi de tots els factors de l'experiència en els seus dharmas constitutius (esdeveniments fenomenals). Tanmateix, Vasubandhu també havia començat a qüestionar l'ortodòxia de Sarvastivada durant algun temps i havia estudiat amb el professor de Sautantrika, Manoratha. A causa d'això, després va publicar un autocomentari als seus propis versos, criticant el sistema Sarvastivada des del punt de vista de Sautrāntika (també anomenat Dārṣtāntika).

Més tard es diu que es va convertir a les creences Mahayana sota la influència del seu germà Asanga, després de la qual cosa va compondre una sèrie de voluminosos tractats, especialment sobre les doctrines de Vijnanavada i sutres Mahayana. Els més influents en la tradició budista d'Àsia oriental han estat el Vimśatikāvijñaptimātratāsiddhi, els "Vint versos només sobre la consciència", amb el seu comentari (Viṃśatikāvṛtti), el Triṃśikā-vijñaptimātratā, els "Trenta versos sobre la consciència" i la "Trenta Versos de la natura" (Trisvabhāvanirdeśa). Vasubandhu també va escriure uns textos sobre l'hermenèutica budista, el mode adequat d'exposició (Vyākhyāyukti). Vasubandhu es va convertir així en un important mestre, erudit i debatent mahayana, i va derrotar els filòsofs Samkhya en un debat davant del rei Gupta Vikramaditya (identificat de diverses maneres com Chandragupta II o Skandagupta) a Ayodhya, que es diu que va recompensar amb 300.000 peces d'or. Vasubandhu va utilitzar els diners que va guanyar amb el patrocini reial i el debat de victòries per construir monestirs i hospitals budistes.
Segons els relats tradicionals, Vasubandhu va morir mentre visitava el Nepal als 100 anys. Va ser prolífic i va escriure un gran nombre d'altres obres, com ara:
- Pañcaskandhaprakaraṇa (Explicació dels cinc agregats)
- Karmasiddhiprakarana ("Un tractat sobre el karma ")
- Vyākhyāyukti ("Mode adequat d'exposició")
- Vādavidhi ("Normes per al debat")
- Catuhśataka-śāstra
- Mahāyāna śatadharma-prakāśamukha śāstra
- Amitayus sutropadeśa ("Instrucció sobre l'Amitabha Sutra ")
- Discurs sobre la Terra Pura[17]
- Vijnaptimatrata Sastra ("Només Tractat de la consciència")
- Mahāyānasaṃgrahabhāṣya (Comentari al resum del gran vehicle d'Asanga)
- Dharmadharmatāvibhāgavṛtti (Comentari sobre elements diferencials de la realitat)
- Madhyāntavibhāgabhāṣya (Comentari sobre la distinció del mig dels extrems)
- Mahāyānasūtrālaṃkārabhāṣya (Comentari sobre l'ornament dels discursos dels grans vehicles)
- Dasabhūmikabhāsya (Comentari sobre el Sutra de les deu etapes)
- Comentari a l'Aksayamatinirdesa-sutra
- Comentari sobre el Sutra del diamant
- Comentari al Sutra del Lotus[18][19]
- Paramārthasaptati, una crítica de Samkhya

### Teoria de dos Vasubandhus
Erich Frauwallner, un budòleg de mitjan segle xx, va intentar distingir dos Vasubandhus, un el Yogācārin i l'altre un Sautrāntika, però aquesta visió ha caigut en gran manera en desgracia en part sobre la base de l'anònim Abhidharma-dīpa, una crítica de la Abhidharmakośakārikā que identifica clarament a Vasubandhu com l'únic autor dels dos grups d'escrits. Segons Dan Lusthaus, "Atès que la progressió i desenvolupament del seu pensament... és tan sorprenentment evident en aquestes obres, i la similitud del vocabulari i l'estil d'argumentació tan evident en els textos, la teoria de Dos Vasubandhus té poc mèrit". El consens acadèmic sobre aquesta qüestió generalment s'ha allunyat de la posició de "dos autors" de Frauwallner.

## Filosofia

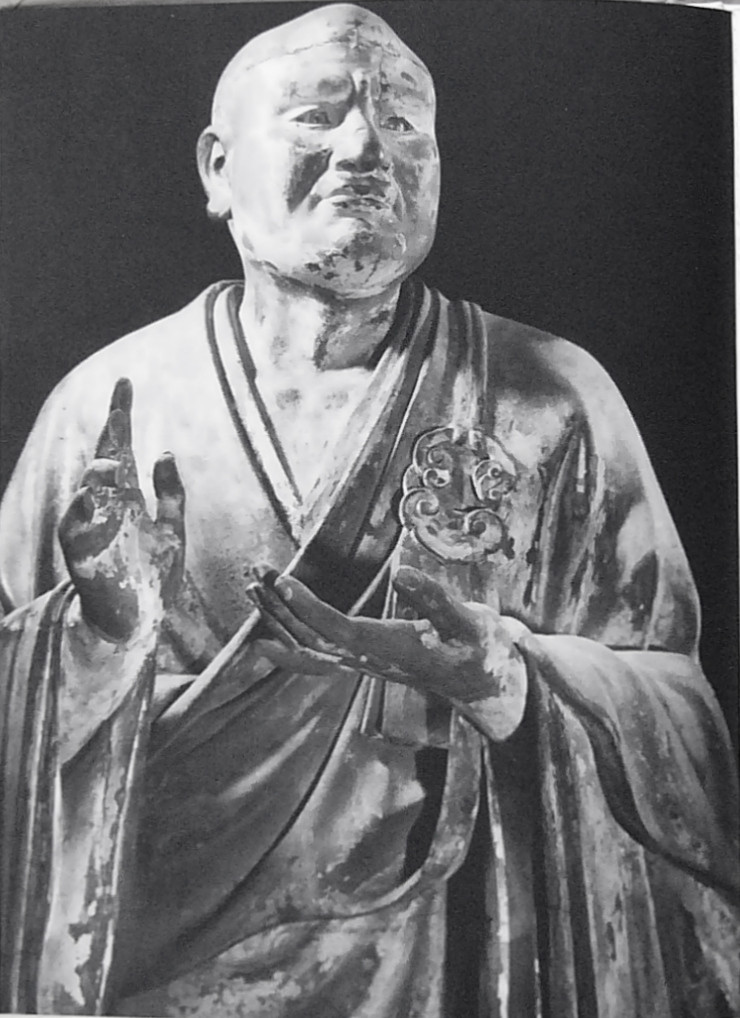
Vasubandhu: Fusta, 186 cm d'alçada, aproximadament 1208, Temple Kofukuji, Nara, Japó

### Abhidharma
Els versos de Vasubandhu sobre el Tresor de l'Abhidharma conté una descripció dels 75 dharmas (esdeveniments fenomenals) i, a continuació, descriu tota la doctrina Sarvastivada, incloses les "pràctiques de meditació, la cosmologia, les teories de la percepció, les teories causals, les causes i l'eliminació de problemes morals, el teoria del renaixement i les qualitats d'un Buda". El Tresor i el seu comentari també exposen tot tipus d'arguments relacionats amb el Sarvastivada Abhidharma i critiquen aquests arguments des d'una perspectiva de Sautantrika al comentari. Els principals arguments inclouen una crítica extensa del Jo (Atman i Pudgala) i una crítica de la teoria Sarvastivada de "l'existència dels dharmes dels tres períodes [passat, present i futur]". Al Tresor, Vasubadhu també va argumentar contra un Déu Creador (Ixvarà) i contra la teoria Sarvastivada d'avijñaptirūpa ("físicitat no percebuda" o "fisicitat invisible").

### Crítica d'un mateix
La crítica del jo de Vasubandhu és una defensa de la doctrina budista Anatman, i també una crítica de l'escola personalista budista i la visió hindú de l'ànima. Pretén mostrar la irrealitat del jo o de la persona com més enllà dels cinc skandhes (munts, agregats que formen un individu). Vasubandhu comença exposant el motiu soteriològic del seu argument, escrivint que qualsevol visió que veu el jo com a una realitat independent (per exemple, la visió hindú) no és conductora del Nirvana.
Vasubandhu avalua llavors la idea del Jo des de bases epistèmiques (Pramana). Vasubandhu afirma que el que és real només es pot conèixer per percepció (Pratyakṣa) o inferència (Anumāṇa). La percepció permet observar directament els objectes de les sis esferes sensorials. La inferència permet inferir l'existència d'òrgans dels sentits. Tanmateix, no hi ha aquesta inferència per a un jo real sòlid a part del corrent de percepcions sensorials en constant canvi i l'activitat mental de les esferes sensorials. Vasubandhu també argumenta que com que el Jo no és causalment eficient, és una mera convenció (prajnyapti) i una "construcció conceptual" (parikalpita). Aquest argument va principalment en contra de l'escola budista Pudgalavada que tenia una visió d'una "persona" que depenia dels cinc agregats, però també era diferent, per tal de donar compte de la continuïtat de la personalitat. Vasubandhu veu això com a il·lògic, per a ell, el Jo està format per òrgans sensorials, impressions sensorials, idees i processos mentals en constant canvi. Qualsevol unitat imaginada d'un mateix és una falsa projecció.
Vasubandhu també utilitza aquesta anàlisi del corrent de la consciència per atacar les visions hindús no budistes de l'Atman. Vasubandhu mostra que la visió hindú del Jo com a "controlador" és refutada per una anàlisi del flux i el desordre dels esdeveniments mentals i la incapacitat del suposat Jo per controlar les nostres ments i pensaments de la manera que ens agradaria. Si el Jo és realment un agent etern no causat, no hauria de ser afectat per causes físiques i mentals, i també sembla difícil d'explicar com una força d'aquest tipus existent de manera independent fora de la ment podria interactuar-hi causalment.
Vasubandhu també respon a diverses objeccions comunes a la visió budista del no-jo, com ara com funciona el karma sense un Jo i què passa exactament per renaixement. Vasubandhu assenyala el continu causal d'agregats/processos que pateix diversos canvis que condueixen a futurs esdeveniments kàrmics i renaixement.

### La momentània
Durant l'era de Vasubandhu, la filosofia de l'espai i el temps va ser un tema important en la filosofia budista. La tradició Sarvāstivādin que va estudiar Vasubandhu sostenia la visió de l'existència de dharmas (esdeveniments fenomenals) en els tres temps (passat, present, futur). Es deia que aquesta era la seva posició teòrica definitòria, per això el seu nom Sarvāstivāda és sànscrit per "la teoria de tot existeix". En contrast amb aquesta visió eternalista, la Sautrāntika, una branca rival, sostenia la doctrina de la "momentarietat extrema", una forma de presentisme (només existeix el moment present).
A l'Abhidharmakośakārikā, Vasubandhu presenta la teoria Sarvāstivādin, i després en el seu comentari (bhasya) critica aquesta teoria i defensa la "momentània" del Sautrāntika. Més tard també va escriure el Karma-siddhi-prakaraṇa ("Exposició que estableix el Karma") que també va exposar la visió de la momentània (kṣanikavāda). L'opinió de Vasubandhu aquí és que cada dharma arriba a l'existència només durant un moment en què descarrega la seva eficàcia causal i després s'autodestrueix, el corrent d'experiència és llavors una sèrie causal de dharmes momentani. La qüestió de la continuïtat i la transferència del karma s'explica en aquest darrer text mitjançant una exposició de la "consciència de magatzem" (ālayavijñāna), que emmagatzema les llavors kàrmiques (bīja) i sobreviu al renaixement.

### Teories de iogacara
Segons Dan Lusthaus, les idees principals de Vasubandhu són:
- "El que som conscients, pensem, experimentem o conceptualitzem, no se'ns ocorre enlloc més que dins de la consciència".
- "Els objectes externs no existeixen".
- "El karma és col·lectiu i la consciència és intersubjectiva".
- "Tots els factors de l'experiència (dharmes) es poden catalogar i analitzar".
- "El budisme és un mètode per purificar el corrent de la consciència de les 'contaminacions' i les 'contaminacions'".
- "Cada individu té vuit tipus de consciència, però la Il·luminació (o el Despertar) requereix capgirar la seva base, de manera que la consciència (vijñaana) es 'convertisca' en cognició no mediada (jñaana)".

### Només aparença
Les principals obres de Yogacara de Vasubandhu (Viṃśatikā i Triṃśikā) presenten la teoria del "vijñaptimātra" que s'ha convertit de diferents maneres com "només representació", "només consciència" i "només aparença". Mentre que alguns estudiosos com Lusthaus veuen Vasubandhu com exposant una fenomenologia de l'experiència, d'altres (Sean Butler) el veuen com exposant alguna forma d'idealisme semblant a Kant o George Berkeley.

Els vint versos comencen dient:
| « | En la filosofia mahayana... [la realitat és] vista com només la consciència... Ment (citta), pensament (manas), consciència (chit) i percepció (pratyaksa) són sinònims. La paraula "ment" (citta) inclou estats mentals i activitats mentals en el seu significat. La paraula "només" pretén negar l'existència de qualsevol objecte extern de la consciència. Reconeixem, per descomptat, que "les representacions mentals semblen estar correlacionades amb objectes externs (no mentals); però això pot no ser diferent de les situacions en què les persones amb trastorns de la visió "veuen" pèls, llunes i altres coses que són "no allà." | » |

Un dels principals arguments de Vasubandhu als vint versos és l'argument del somni, que fa servir per demostrar que és possible que les representacions mentals semblin restringides per l'espai i el temps. Utilitza l'exemple de les al·lucinacions massives (a l'infern budista) per defensar-se d'aquells que dubtin que les aparences mentals es puguin compartir. Per contrarestar l'argument que els simples esdeveniments mentals no tenen eficàcia causal, fa servir l'exemple d'un somni humit. Vasubandhu recorre llavors a una crítica mereològica de les teories físiques, com l'atomisme budista i el monisme hindú, mostrant que la seva aparença única visió és molt més parsimoniosa i racional.
Els Trenta versos també descriuen la teoria Yogacara de les Vuit Consciències i com cadascuna pot ser superada per les etapes de la il·luminació, convertint la consciència (vijnana) en cognició no mediada (jnana) netejant el corrent de consciència de "contaminacions" i "contaminacions". ' El Tractat sobre la natura de Buda va tenir una gran influència en el budisme d'Àsia oriental en proposar el concepte de tathagatagarbha (natura de Buda).

### Tres natures i no dualitat
Els Trenta versos i l'"Exposició de les tres natures" (Trisvabhavanirdesha) no argumenten, com els vint versos, només l'aparença, sinó que ho assumeixen i l'utilitzen per explicar la naturalesa de l'experiència que és de "tres natures" o "tres modes".. Aquests són la naturalesa fabricada (parikalpitasvabhāva), la dependent (paratantrasvabhāva) i l'absoluta (pariniṣpannasvabhāva). La naturalesa fabricada és el món de l'experiència quotidiana i les aparences mentals. La naturalesa dependent és el procés causal del sorgiment de la naturalesa fabricada mentre que la naturalesa absoluta són les coses tal com són en si mateixes, sense distinció d'objectes subjectes.
Segons Vasubandhu, l'absolut, la realitat mateixa (dharmatā) no és dual, i la dicotomia de la percepció en perceptor i percebut és en realitat una fabricació conceptual. Per a Vasubandhu, dir que alguna cosa és no-dual és que és alhora conceptualment no-dual i perceptualment no-dual. Dir que el "jo" existeix és dividir conceptualment el flux causal del món en jo i altres, una construcció falsa. De la mateixa manera, dir que un objecte observat està separat de l'observador és també imputar una concepció falsa al món tal com és realment: només percepció. Vasubandhu utilitza l'analogia d'un mag que utilitza un encanteri màgic (natura dependent, construcció conceptual) per fer que una peça de fusta (l'absolut, la no dualitat) sembli un elefant (natura fabricada, dualitat). El problema bàsic dels éssers vius que pateixen és que es deixen enganyar per la il·lusió fent-los pensar que és real, que el jo i la dualitat existeixen, la veritable saviesa és veure a través d'aquesta il·lusió.

### Lògica
Vasubandhu va contribuir a la lògica budista i es considera que va ser l'origen de la lògica formal a la tradició logicoepistemològica índia. Estava especialment interessat en la lògica formal per enfortir les seves contribucions a les tradicions de la contestabilitat i el debat dialèctics. Anacker (2005: pàg. 31) sosté que:
Un mètode per a l'argumentació (Vāda-vidhi) és l'únic treball sobre lògica de Vasabandhu que ha sobreviscut fins a cert punt. És el primer dels tractats que se sap que va ser escrit per ell sobre el tema. Això és encara més interessant perquè Vāda-vidhi marca l'alba de la lògica formal índia. El títol, "Mètode per a l'argumentació", indica que la preocupació de Vasabandhu per la lògica va ser motivada principalment pel desig d'emmotllar arguments formalment impecables i, per tant, és el resultat del seu interès pel debat filosòfic.
Aquest text també va obrir el camí per als desenvolupaments posteriors de Dignaga i Dharmakirti en el camp de la lògica.

## Obres
- Abhidharma Kosha Bhashyam 4 vols, Vasubandhu, Asian Humanities Press, Berkeley, 1988-90.
- L'Abhidharmakosa de Vasubandhu, traduit et annoté par Louis de La Vallée-Poussin, Paul Geuthner, París, 1923-1931 Internet Archive (PDF)
- Stefan Anacker, Seven Works of Vasubandhu Motilal Banarsidass, Delhi, 1984, 1998
- Ernst Steinkellner i Xuezhu Li (eds), Vasubandhu's Pañcaskandhaka (Wien, Verlag der Österreichischen Akademie der Wissenschaften, 2008) (Textos sànscrits de la regió autònoma tibetana, 4).
- Dharmamitra, trad.; Tractat de Vasubandhu sobre el vot del bodhisattva, Kalavinka Press 2009,ISBN 978-1-935413-09-7